# 山柑藤
山柑藤（学名：Cansjera rheedei）为山柚子科山柑藤属下的一个种。